# 가나의 로마 가톨릭 교구 목록
가나의 로마 가톨릭 교구는 4개 관구에 4개 관구장좌 대교구와 15개 일반교구로 구성되고 교황직속 준교구로 대목구가 1개 있다

## 교구

### 아크라 관구( Province of Accra)
- 아크라 관구장좌 대교구( Archdiocese of Accra)
- 호 교구( Diocese of Ho)
- 자시칸 교구( Diocese of Jasikan)
- 케타-아카시 교구( Diocese of Keta-Akatsi)
- 코푸리두아 교구( Diocese of Koforidua)

### 케이프코스트 관구(Province of Cape Coast)
- 케이프코스트 관구장좌 대교구( Archdiocese of Cape Coast)
- 세콘디-타코라디 교구( Diocese of Sekondi-Takoradi)
- 위아우소 교구( Diocese of Wiawso)

### 쿠마시 관구(Province of Kumasi)
- 쿠마시 관구장좌 대교구( Archdiocese of Kumasi)
- 고아소 교구( Diocese of Goaso)
- 코농고-맘퐁 교구( Diocese of Konongo-Mampong)
- 오부아시 교구( Diocese of Obuasi)
- 수니아니 교구( Diocese of Sunyani)
- 테취만 교구( Diocese of Techiman)

### 타마레 관구(Province of Tamale)
- 타말레 관구장좌 대교구( Archdiocese of Tamale)
- 다몽고 교구( Diocese of Damongo)
- 나브롱고-볼가탕가 교구( Diocese of Navrongo-Bolgatanga)
- 와 교구( Diocese of Wa)
- 옌디 교구( Diocese of Yendi)

### 교황직속 준교구
돈코크롬 대목구( Vicariate Apostolic of Donkorkrom)